# ベシバルマック

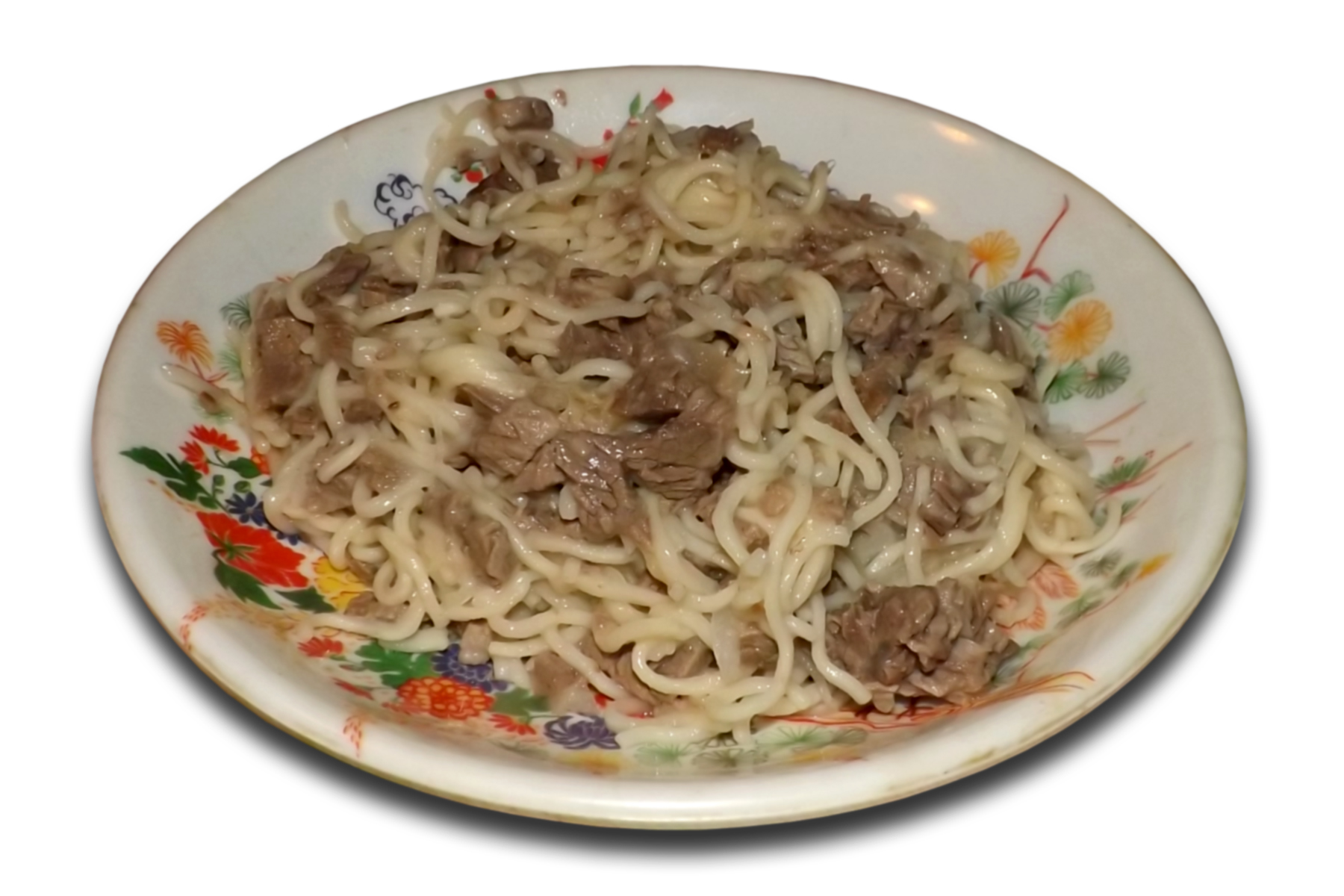
ベシバルマック

ベシバルマック（キルギス語：бешбармак, beşbarmaq、 カザフ語： беcбармак、バシキール語：бишбармаҡ)は中央アジア（トルキスタン）の料理の一つ。 主な材料は子羊肉と麺である。キルギス、バシコルトスタンとカザフスタンの国民食ともなっている。
カザフスタンでは「カザフの肉」の意味を持つカザクシャ・エト（қазақша ет）で呼ばれることがあり、同国やキルギスでは祭事や慶事での祝いの料理として提供されることでも知られる。
また、ベシバルマックと同型の料理が中国の新疆ウイグル自治区、ウズベキスタンとその自治共和国のカラカルパクスタン、北コーカサス、タタールスタン、トルクメニスタンに存在しており、新疆ウイグル自治区やウズベキスタンでは「ナルェン（Naryn）」、カラカルパクスタン・北コーカサス・トルクメニスタンでは「トゥラマ（Turama）」または「ドグラマ（Dograma）」と呼び、タタールスタンではクゥルラマ（Kullama）と呼ばれている。

## 準備
準備は、肉を煮ることから始まる。肉を大きな鍋に入れ、冷たい水を加えて沸騰させる。沸騰したらアクを取り除き、中火で数時間、肉が柔らかくジューシーになるまでゆっくりと煮る。肉を煮ている間に、麺の生地を準備する。生地は、小麦粉、卵、水、一つまみの塩で作られる。生地をこねて薄く伸ばし、大きな四角形に切る。
肉が煮えたら、鍋から取り出し、一口大に切る。スープはこして、後で使用するために取っておく。別の鍋で水を沸騰させ、準備した麺を3〜5分ほど茹で、柔らかくなるまで火を通す。茹で上がった麺を大皿に盛り付ける。
切った肉を麺の上に置き、さらに、肉のスープで炒めた玉ねぎを使った濃厚なスープをかける。スープは別にスープとして提供することも可能。ベシュバルマクは熱々で提供され、伝統に従い、食卓の中央に盛り付けられ、ゲストが手で取り分けて食べることがよくある。